# Plateau de Vitim
Le plateau de Vitim (en russe : Витимское плоскогорье, Vitimskoïe ploskogorie) est une formation volcanique située en Russie, présentant plusieurs cônes et volcans, dont le dernier était actif il y a 810 000 ans.

## Géographie

### Situation, topographie
Le plateau de Vitim se trouve le long du cours supérieur de la rivière Vitim, un affluent de la Léna. Il couvre une surface très boisée de 10 000 km2.
Le champ, divisé en deux provinces majeures, se compose d'environ cinq groupes circulaires de volcans. On y retrouve aussi bien des cônes volcaniques que des volcans centraux, dont les plus grands atteignent une hauteur de 150 m et 1,5 km de diamètre.

### Géologie

#### Formation
Depuis l'Oligocène, mais plus particulièrement au Pliocène, la plaque asiatique se distend au niveau rift Baïkal, où le craton sibérien et l'assemblage paléozoïque de terranes (anciens microcontinent) forment une zone de contact. Ce processus de riftogenèse est associé à un volcanisme dans le voisinage du rift ayant produit environ 5 000 km3 de roches dans les différents champs de la région, dont les plus grands sont les plateaux d'Oudokan et de Vitim.
Les raisons de la formation de ce rift ne sont pas bien connues. L'une des théories envisage que la collision entre l'Inde et l'Asie, et d'autres processus tectoniques, déclenchent la distension au niveau du rift Baïkal, alors qu'une autre suggère l'existence d'anomalies thermiques, tel un panache sous le rift, agissant comme moteur de la riftogenèse.
Le socle sous le rift est granitique, d'une épaisseur allant jusqu'à 20 km, pouvant dater du Paléozoïque. Les autres roches de la région sont des sédiments au niveau des vallées fluviales et des roches volcaniques datant du Mésozoique.

#### Pétrologie
Les roches volcaniques du plateau de Vitim sont principalement des basaltes alcalins ou subalcalins, des néphélinites et mela-néphélinites, avec des phases phénocristales contenant du clinopyroxène, de l'olivine et des plagioclases. Les roches les plus jeunes tendent à avoir une composition plus alcaline.
Les roches à l'origine des magmas du plateau de Vitim semblent provenir du manteau lithosphérique, débutant avec de la pyroxénite contenant grenat et péridotite et laissant du phlogopite comme phase résiduelle. La pétrologie indique qu'un processus complexe de production du magma a lieu sous le plateau de Vitim, incluant refonte et cristallisation.

## Histoire éruptive
Deux phases d'activité volcanique ont été identifiées sur le plateau de Vitim. La première se déroule durant le Miocène, la datation par le potassium-argon donnant un âge compris entre 10,65 et 6,6 millions d'années.
La seconde phase a lieu durant le Pléistocène, l'éruption la plus récente datant de 810 000 ans. Cette activité volcanique, plus tardive, se concentre dans les vallées fluviales et les cones à la surface du plateau.